# Carex impexa
Carex impexa är en halvgräsart som beskrevs av K.A.Ford. Carex impexa ingår i släktet starrar, och familjen halvgräs. Inga underarter finns listade i Catalogue of Life.